# Escrito en las estrellas
Escrito en las estrellas (en inglés The Stars Shine Down) es una novela del estadounidense Sidney Sheldon, escrita en 1992. 
El libro cuenta la historia de Lara Cameron, quien hizo su camino hasta alcanzar el éxito y convertirse en una de la más reconocidas en el mundo de la construcción, un mundo tradicionalmente masculino. Llegada de una familia destruida desde Nueva Escocia, ella se propuso demostrarle a su padre que estaba equivocado y que podía hacer más de lo que él creía. Hermosa pero insegura, despiadada pero vulnerable, Lara ha luchado fuertemente para lograr todo esto y todavía quiere más. Con una escala global que va desde Londres a Nueva York, desde Reno hasta Roma, ella encontrará lo que busca cada vez que lo desee y ganará.
La emoción y diversión de la industria de bienes raíces, el cuidado del personal, el verdadero amor en el que encuentra su respaldo y el personal que está a su lado son algunos de los interesantes giros en la trama